# Lemmet
Een lemmet of blad is het gedeelte van een mes of steekwapen waarmee gesneden wordt.
Het deel waar het mes wordt beetgepakt, is het heft. Aan het lemmet zit in het heft een lange pen, de doorn of angel.
Het lemmet van een zwaard, sabel, degen of bajonet wordt ook kling genoemd.

## Verschillende vormen

Enkele typen lemmeten

Enkele typen lemmeten

Afhankelijk van het gebruik van het mes heeft het lemmet een andere vorm. Enkele bekende vormen worden hieronder genoemd. De cijfers verwijzen naar de afbeelding.
S1Een normaal lemmet heeft een rechte rug en een gebogen snijvlak. Het mes is zwaar en sterk voor zijn grootte. Door de gebogen vorm komt de kracht op een klein deel van het lemmet, waardoor het snijden gemakkelijker is. Dit mes kan zowel hakken als snijden.
S2Een vilmes of trailing-point-lemmet is sterk gebogen. Dergelijke messen worden voor het villen van dieren gebruikt.
S3Een drop-point-lemmet is enkelzijdig geslepen. De rug buigt bol omlaag naar de punt. Zwitserse legerzakmessen hebben vaak een drop-point-lemmet. Soms is een gedeelte van de rug bij de punt geslepen. Het snijvlak loopt net als bij een normaal lemmet naar de punt toe iets omhoog.
S4Een clip-point-lemmet lijkt op een lemmet van een normaal mes. De rug loopt naar de punt toe omlaag. Het gedeelte dat omlaag loopt is recht of hol. Het snijvlak loopt net als bij een normaal lemmet naar de punt toe iets omhoog.
S5Een schapenpootmes heeft een rug die bol naar de punt toe loopt. Het snijvlak is recht. Messen met een schapenpootlemmet werden oorspronkelijk gemaakt om de hoeven van schapen te bekappen.
S6Een zeilmes of Wharncliffe-lemmet lijkt op het schapenpootmes, maar de kromming van de rug begint dichter bij het heft en is geleidelijker. De punt is daardoor scherper. Het lemmet is veel dikker dan bij een mes van vergelijkbare omvang. Deze messen werden gebruikt door zeelui, omdat de vorm zodanig was dat verwonding klein was bij een plotselinge beweging van het schip.
S7Een speypoint-lemmet heeft een enkele scherpe rechte rand die bij de punt sterk omhoog buigt. Het werd ooit gebruikt voor castratie van vee en nu voor het villen van pelsdieren.
C1Een blad-lemmet met een kenmerkende taille en buik, waardoor het snijden wordt vergemakkelijkt en het zwaartepunt naar de punt verschuift, wat gunstig is voor werpen en hakken.
C2Een speerpunt-lemmet is symmetrisch gevormd. De punt ligt op de as van het lemmet. Echte speerpunt-bladen zijn tweesnijdend, zoals een dolk of een speerpunt. De term speerpunt wordt af en toe ten onrechte gebruikt om kleine enkelsnijdende drop-point-messen te beschrijven.
C3Een naald-lemmet heeft een spitse taps toelopende punt. Deze vorm komt voor op dolken zoals de stiletto en de Fairbairn-Sykes Commandodolk. De lange, smalle punt vermindert weerstand en verhoogt het penetrerend mogelijkheden.
C4Een gegolfd lemmet. Deze bladen zijn aan weerszijden geslepen, en lopen meestal taps toe in een symmetrische punt. De vorm is bekend van de kris.
C5tanto of beitel-lemmet Het penetratievermogen is matig, maar door de sterke punt kan er meer kracht worden uitgeoefend. De punt is vergelijkbaar met de kamasu kissaki of barracuda-tip, de bijna rechte rand van sommige vroege Japanse zwaarden. De onderste afbeelding is een gemodificeerd tanto waarbij het uiteinde is afgeschuind en vaak geslepen. Hierdoor ligt de punt dichter bij de as van het lemmet waardoor het penetratievermogen verbetert.
C6Een haak-lemmet is aan de binnenrand geslepen. Tuin- of snoeimessen en tapijt- en linoleummessen zijn voorbeelden van haakmessen.
C7Een halvemaan-lemmet of wiegemes is gebogen of cirkelvormig, enkelzijdig geslepen en heeft geen punt. De afgebeelde ulu heeft een handvat in het midden. Het is goed voor schrapen van bv leder en soms hakken. De langere versie heeft handvatten aan beide uiteinden en wordt bijvoorbeeld gebruikt voor het snijden van pizza of kaas, of het hakken van kruiden.
Daarnaast kan het snijvlak van het lemmet glad (blank) of gekarteld zijn.

## Galerij

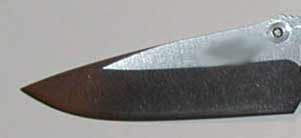
Drop-point-lemmet
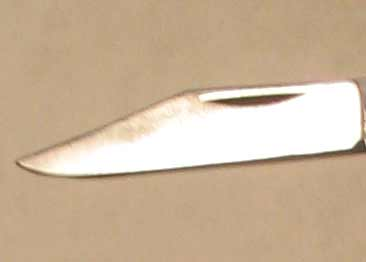
Clip-point-lemmet